# Klopka (strip)
Klopka je epizoda stripa Poručnik Tara objavljena u bivšoj Jugoslaviji u Strip zabavniku br. 28. od 14.05.1980. Cena broja bila je 12 dinara. Epizoda je imala 20 strana. Objavljena je na stranama 48-67. Strip zabavnik je objavljivao Dnevnik iz Novog Sada. Tada je izlazio svake druge srede. Epizodu je nacrtao Bane Kerac, a scenario napisao Svetozar Obradović. Epizoda je nastala u leto 1976. godine. (U epizodi se na 1. stranici pojavljuje datum 24.07.1976, a na poslednjoj 26.08.1976.)

## Kratak sadržaj
Nakom što su uspeli da unište voz koji je nosio hranu za nemačku vojsku, Tara i ranjeni Peca se vraćaju u odred. Slučajno naleću na Višnju i Belog. U močvari nailaze na grupu nemačkih vojnika sa kojime se sukobljavaju ali uspevaju da im pobegnu. Okrepljuju se u kući kod Čede koji sa maloletnim sinom živi blizu močvare. Kada Nemci dolaze kod Čede oni nastaje sukob u kome Čeda gine, a njegov sin spašava Taru i drugove.